# Brooke White
Brooke Elizabeth White (Mesa, 2 giugno 1983) è una cantautrice statunitense.

## Biografia
Nata e cresciuta in Arizona, ha origini inglesi.
Ha iniziato l'attività musicale partecipando, nel 2005, alla settima edizione del talent-show televisivo American Idol, dove si è classificata quinta.
Ha pubblicato il suo primo album nell'ottobre 2005 per l'etichetta discografica indipendente New Millennium Records.
Il suo secondo album è uscito nel luglio 2009 ed è stato realizzato assieme a Randy Jackson nel ruolo di produttore esecutivo.
Nel periodo 2011-2012 è stata impegnata come membro del duo Jack and White, composto da lei e da Jack Matranga. Il duo ha pubblicato tre EP tra l'agosto 2011 e il maggio 2012.
Nel novembre 2012 ha pubblicato un album natalizio.
Nel dicembre 2014, per beneficenza, ha pubblicato l'album Never Grow Up: Lullabies and Happy Songs.

## Discografia

### Album studio
- 2005 - Songs from the Attic
- 2009 - High Hopes & Heartbreak
- 2012 - White Christmas
- 2014 - Never Grow Up: Lullabies and Happy Songs